# Tahiridi

Mappa del Khorasan e delle altre province governate dai Tahiridi (836 ca).

La dinastia Tahiride è stata la prima dinastia di origine iraniana della Persia islamica. Regnò per gran parte del IX secolo ed ebbe come propria capitale Nīshāpūr, nel Khorasan.
Nell'821 il califfo abbaside al-Maʾmūn aveva donato infatti al suo generale Ṭāhir b. al-Ḥusayn, che l'aveva aiutato in modo determinante nel corso della guerra civile combattuta da lui contro il fratellastro al-Amīn, un'ampia porzione dei domini califfali (secondo lo storico Ṭabarī tutte le terre a oriente di Baghdad). 
Sebbene la condizione formale di Ṭāhir fosse quella di wali del califfo, egli si rese di fatto indipendente senza che Baghdad si opponesse a ciò. 
I suoi successori estesero i propri domini fino al confine indiano, prima di essere sconfitti dai Saffaridi che annetterono il Khorasan al proprio regno.

## Lista dei Tahiridi
- Ṭāhir b. al-Ḥusayn ibn Muṣʿab (821-822)
- Talha ibn Tahir (822-828)
- 'Abd Allah ibn Tahir (828-845)
- Tahir ibn 'Abd Allah (845-862)
- Muhammad ibn Tahir (862-873)